# Bundesverband Schmuck, Uhren, Silberwaren und verwandte Industrien
Der Bundesverband Schmuck, Uhren, Silberwaren und verwandte Industrien e. V. (kurz: BV Schmuck und Uhren) ist ein bundesweiter Wirtschaftsverband für die Schmuck- und Uhrenindustrie als auch regionaler Arbeitgeberverband. Als letzterer verhandelt er mit der IG Metall den Tarifvertrag für die Schmuck-, Uhren- und Edelmetallindustrie. Der Sitz befindet sich in Pforzheim.

## Geschichte
Der BV Schmuck und Uhren entstand am 1. Januar 1999 aus der Fusion der zwei Branchenverbände VDU (Verband der deutschen Uhrenindustrie) und VDSI (Verband der Deutschen Schmuck- und Silberwarenindustrie).

### Struktur
Die Mitgliederversammlung stellt das höchste Organs des BV Schmuck und Uhren dar. Diese wählt aus ihrer Mitte einen Präsidenten, zwei Vizepräsidenten und bis zu neun weitere Vorstände.

### Präsidenten
- 1999–2001 Carl-Heinrich Lüth (Carl-Heinrich Lüth GmbH)
- 2001–2003 Lothar Keller (Lothar Keller GmbH)
- 2003–2013 Philipp Reisert (C.HAFNER GmbH & Co. KG)
- ab 2013 Uwe Staib (Hermann Staib GmbH)[4]